# Ducula chalconota
La dúcula capuchina (Ducula chalconota) es un ave de la familia de los colúmbidos. Habita en los bosques interiores entre los 1400 y los 2500 metros de altitud de la isla de Nueva Guinea. 
Se alimenta de higos y otros frutos grandes.

## Subespécies
Según Alan P. Peterson, esta ave está representada por dos subespecies:
- Ducula chalconota chalconota (Salvadori, 1874) ;
- Ducula chalconota smaragadina Mayr, 1931 ligeramente más grande y con menos reflejos rojo púrpura en el dorso y obispillo.